# Protaetia marginicollis
Protaetia marginicollis är en skalbaggsart som beskrevs av Ernst Ballion 1870. Protaetia marginicollis ingår i släktet Protaetia och familjen Cetoniidae. Inga underarter finns listade i Catalogue of Life.